# F.L. Smidth & Co. familiefilm - 1936
F.L. Smidth & Co. familiefilm - 1936 er en dansk dokumentarisk optagelse fra 1936.

## Handling
Privat familiefilm af erhvervsfamilierne omkring F.L. Smidth & Co., grundlagt af ingeniørerne Frederik Læssøe Smidth (1850-1899), Alexander Foss (1858-1925) og Poul Larsen (1859-1935). Familierne kom også sammen privat. Her er de bl.a. i sommerhuset i Skeldal nær Salten Langsø i Midtjylland og ved "Høvildgård", Alexanders Foss' tidligere gods ved Silkeborg.

Følgende indholdsbeskrivelse stammer fra filmens originale dåse:

"1936-1937. Sidney bliver afluset på Skeldal. Foss børn på Skærbæk. Tennis på Skeldal. Med Bror og Erling og koner. Foss børn. Søsters gaver overflødighedshorn pakkes ud på Høvild terrasse. Torkild til hest foran Høvild og så Katha, så Jørgen. Ved Høvilds bådebro. Kapsejlads. Ved Høvild citroenen, fosserne rider, høns. Sejltur til Mossø."